# Epitranus chilkaensis
Epitranus chilkaensis är en stekelart som först beskrevs av Mani 1936.  Epitranus chilkaensis ingår i släktet Epitranus och familjen bredlårsteklar. Inga underarter finns listade i Catalogue of Life.